# Méricourt-sur-Somme
Pour les articles homonymes, voir Méricourt.
Méricourt-sur-Somme est une ancienne commune française située dans le département de la Somme, en région Hauts-de-France.
Depuis le 1er janvier 2017, Méricourt-sur-Somme est devenue une commune déléguée au sein de la commune nouvelle d'Étinehem-Méricourt avec Étinehem. Le chef-lieu de la commune nouvelle est fixé sur l'ancienne commune d'Étinehem.

## Géographie

### Géographie physique

#### Géomorphologie
Le sol de la commune est pour partie marécageux et tourbeux dans la vallée de la Somme et limoneux dans la plaine, le sous-sol étant sableux ou crayeux avec bancs de silex. Une couche de vingt centimètres à un mètre de terre arable recouvre le sous-sol.

#### Relief et paysage
Le paysage de la commune est composé de deux ensembles. La vallée de la Somme et ses étangs, ensemble humide et verdoyant, et le plateau à rideaux, domaine de bois, de prairies et de cultures. Le relief est peu accidenté, la vallée peu profonde (de 30 à 80 cm de dénivelé).

#### Hydrographie
La commune est traversée par la Somme et son canal. Une nappe phréatique est présente sous le village qui alimente plusieurs sources. On rencontre dans la commune un certain nombre d'étangs dont la plupart issus de l'exploitation de la tourbe.

### Géographie humaine

#### Urbanisme et aménagement du territoire
Le Bois des Câteaux, le Bois Marie Mansart, là Haut, la Petite Vallée, la Tête du Chêne, le Blanc Bouillet, le Bois Philippemin, le Brogazaille, le Chemin de Lihons, le Grand Tournant, le Pré Violon, les Cailloux, les Vignes au Bois, le Marais du Moulin.

### Communes limitrophes
|          |                     | Étinehem    |
| Chipilly | Méricourt-sur-Somme | Chuignolles |
| Morcourt | Proyart             |             |

## Toponymie
On trouve plusieurs formes pour désigner Méricourt dans les textes anciens Merincurtis (1111), Merincourt (1228), Mélincourt (1265). Selon l'abbé Decagny qui écrivait au XIXe siècle, l'étymologie de ce nom de lieu n'est pas bien certaine. On pourrait la rechercher, dans l'ancien mot meirin, maire, ou mera, marais.
Selon d'autres auteurs, le nom « Méricourt » serait un terme de formation germano-romane. Le suffixe « court », dériverait du terme latin Curtis désignant une cour de ferme, une ferme puis un village. Le préfixe Meric viendrait de Mederic, nom d'origine germanique, celui du propriétaire des lieux après les Invasions barbares des Ve siècle et VIe siècle vraisemblablement.

## Histoire

### Antiquité
La présence romaine est attestée sur la commune par l'existence d'un camp construit au moment du retour de Bretagne de Jules César. Des armes romaines ont été retrouvées par des tourbiers au XIXe siècle.

### Moyen Âge
Au Moyen Âge, le prieuré de Lihons-en-Santerre fonda à Méricourt un prieuré de l'Ordre de Cluny mentionné en 1111. Ce prieuré passa sous la dépendance de l'abbaye de Corbie, en 1265 et 1267.
En 1225, Baudouin, chevalier, était seigneur de Méricourt.
En 1384, Baudouin de Glisy représenta la commune de Méricourt lors de la rédaction de la coutume de Péronne.
Entre 1478 et 1537, un conflit opposa les habitants de Méricourt-sur-Somme et les habitants d'Étinehem au sujet de l'utilisation des marais.
Le 16 septembre 1478 le prévôt de Fouilloy condamna Jacques Robaille, de Méricourt, à 60 livres parisis d'amende pour avoir fauché le marais situé entre la chaussée de Mons-à-Moulin et Étinehem, appartenant aux religieux de l'abbaye de Corbie auxquels il dut rendre le foin.

### Époque moderne
Le 21 juin 1537, à Péronne, jugement fut rendu par Foursy Morel, lieutenant du gouverneur et bailli des villes, prévôtés et châtellenies  de Péronne, Montdidier et Roye concernant l’affaire suivante :
À la mi-mai 1537, des habitants d’Etinehem  s'étaient rendus dans les marais situés entre Méricourt et Etinehem appartenant aux Seigneurs de Corbie, pour y faucher l’herbe pour leurs bestiaux comme de coutume.
Cependant, quatre-vingts à cent habitants de Méricourt décidèrent que le lendemain, au son de la cloche de l’église, ils devaient se trouver armés de bâtons, d’arbalètes, de hallebardes de javelines ou d’arquebuses. Le jour dit, dès qu’ils furent réunis, ils se mirent en marche à la façon des gens de guerre, avec à leur tête, Louis Ferné, lieutenant de Méricourt et Jean Hansart, archer des Ordonnances du Roy. La cloche sonnait comme s'il y avait une véritable alarme. Arrivés dans les marais, ils ne trouvèrent que deux habitants d’Etinehem Sagnier et Marlois  occupés à couper de l’herbe. Devant la menace des gens de Méricourt, les deux hommes prirent la fuite. Mais ils furent rattrapés, battus et blessés, Sagnier à la tête et Marlois au bras gauche. Ils furent six semaines sans pouvoir travailler. (D’après le Registre de l’Office claustral de la Cellerie des Eaux de l’Abbaye de Corbie)
En 1567, Jean de Bayencourt représenta la commune à la rédaction de la coutume de Péronne.
En 1637, Charles du Gard, chevalier, seigneur de Méricourt, devint légataire des moulins de Bray-sur-Somme et de La Neuville-lès-Bray.
En 1667, François Le Fournier, seigneur de Wargemont, originaire de Normandie, devint seigneur de Méricourt.
Le 11 mai 1745, le marquis Le Fournier de Wargemont mourut à la bataille de Fontenoy.
En 1749, Louis-Pierre de Famechon des Essarts devint le dernier seigneur de Méricourt.

### Époque contemporaine

#### Révolution française
La tradition orale rapporte que, pendant la Terreur, le curé de Méricourt, non assermenté, étant obligé de résider à Amiens, retourna à plusieurs reprises dans le village pour y célébrer la messe. Il y aurait été poursuivi par ses assassins et aurait trouvé la mort dans un fossé bourbeux.

#### Première Guerre mondiale
En 1914-1918, pendant la Grande Guerre, le village de Méricourt-sur-Somme fut détruit à plus des trois-quarts. Grâce à l'opiniâtreté d'André Objois, maire depuis 1911, secondé par M. Pruvot, secrétaire de mairie, le village fut reconstruit.

#### Seconde Guerre mondiale
Le village de Méricourt-sur-Somme était situé sur la ligne Weygand, constituée à la hâte après la percée allemande du 10 mai 1940. L'attaque allemande du 5 juin 1940 détruisit les deux tiers du village.

#### Trente Glorieuses
Le village fut une nouvelle fois reconstruit, Roger Objois étant maire de la commune.

## Politique et administration

### Liste des maires
| Période                                  | Période       | Identité                       | Étiquette | Qualité |
| ---------------------------------------- | ------------- | ------------------------------ | --------- | --- |
| Les données manquantes sont à compléter. |               |                                |           | |
| maire en 1880                            | ?             | Henri François Désiré Tourbier |           | Suppléant du juge de paix du canton de Bray-sur-Somme                                                                                           |
| Les données manquantes sont à compléter. |               |                                |           | |
| 1911                                     | 1945          | André Objois                   | DVD       | |
| 1945                                     | 1946          | Lucien Sachy                   |           | |
| 1946                                     | 1947          | Lucien Peltier                 |           | |
| 1947                                     | mars 1983     | Roger Objois                   | DVD       | |
| mars 1983                                | 1995          | Jean-Marie Legrand             |           | |
| 1995                                     | 2001          | Thérèse Sorel                  |           | |
| mars 2001                                | décembre 2016 | Franck Beauvarlet              | NC-UDI    | Maire de Étinehem-Méricourt (2017 → ) Conseiller départemental d'Albert (2015 → ) Vice-président du conseil départemental de la Somme (2015 → ) |

### Politique environnementale
La commune de Méricourt-sur-Somme dispose de grands marais aménagés pour la promenade au milieu de pâtures où paissent poneys et chevaux.
Le chemin de halage est un autre lieu de promenade de même que l'étang créé par la société de pêche « l'Ablette d'or ».
Classement au concours des villes et villages fleuris : une fleur récompense les efforts locaux en faveur de l'environnement.

## Population et société

### Démographie
L'évolution du nombre d'habitants est connue à travers les recensements de la population effectués dans la commune depuis 1793. À partir du 1er janvier 2009, les populations légales des communes sont publiées annuellement dans le cadre d'un recensement qui repose désormais sur une collecte d'information annuelle, concernant successivement tous les territoires communaux au cours d'une période de cinq ans. 
Pour les communes de moins de 10 000 habitants, une enquête de recensement portant sur toute la population est réalisée tous les cinq ans, les populations légales des années intermédiaires étant quant à elles estimées par interpolation ou extrapolation. Pour la commune, le premier recensement exhaustif entrant dans le cadre du nouveau dispositif a été réalisé en 2004,.
En 2014, la commune comptait 213 habitants, en évolution de +14,52 % par rapport à 2009 (Somme : +0,33 %, France hors Mayotte : +2,49 %).
| 1793 | 1800 | 1806 | 1821 | 1831 | 1836 | 1841 | 1846 | 1851 |
| ---- | ---- | ---- | ---- | ---- | ---- | ---- | ---- | ---- |
| 400  | 406  | 445  | 425  | 455  | 488  | 527  | 539  | 575  |

| 1856 | 1861 | 1866 | 1872 | 1876 | 1881 | 1886 | 1891 | 1896 |
| ---- | ---- | ---- | ---- | ---- | ---- | ---- | ---- | ---- |
| 531  | 543  | 534  | 482  | 479  | 446  | 407  | 402  | 358  |

| 1901 | 1906 | 1911 | 1921 | 1926 | 1931 | 1936 | 1946 | 1954 |
| ---- | ---- | ---- | ---- | ---- | ---- | ---- | ---- | ---- |
| 332  | 296  | 262  | 174  | 190  | 200  | 181  | 190  | 191  |

| 1962 | 1968 | 1975 | 1982 | 1990 | 1999 | 2004 | 2009 | 2014 |
| ---- | ---- | ---- | ---- | ---- | ---- | ---- | ---- | ---- |
| 194  | 173  | 147  | 153  | 140  | 164  | 164  | 186  | 213  |

### Culture, sport et loisirs
La commune de Méricourt-sur-Somme est le siège de quatre associations :
- Le Comité des fêtes et d'animation ;
- L'Association Sports et Loisirs ;
- Les Ancolies ;
- La Société de chasse ;
- À Méricourt, autrefois, on jouait à la longue paume.

## Économie
Les activités économiques de la commune sont essentiellement agricoles et touristiques. Il existe également une entreprise de maçonnerie qui emploie plusieurs habitants du village.

## Culture et patrimoine

### Héraldique
|  | Les armes de la commune se blasonnent ainsi : Écartelé : au premier d'or aux trois canettes d'argent, becquées et membrées de gueules, au deuxième d'azur aux trois épis feuillés et liés d'or, au troisième d'azur au percaud contourné frétillant d'or soutenu de deux avirons d'argent passées en sautoir, la pal en bas, au quatrième d'or au cor d'argent. |

### Lieux et monuments

#### Oppidum
Le oppidum de Méricourt-sur-Somme appelé localement « Camp romain » est situé sur la rive gauche de la Somme. Il fait face à l'oppidum de Chipilly, situé sur la rive droite. Il aurait abrité une légion de Jules César. Situé au sommet d'un contrefort de la vallée, il domine aussi la vallée sèche qui descend vers Méricourt. Il est aujourd'hui entièrement compris dans un bois qui porte le nom de bois des Cateaux. De forme rectangulaire, sa superficie est d'environ 25 ha et les levées de terres et les fossés sont aujourd'hui peu importants. Un chemin qui traversait le camp du nord au sud, à peu près dans le milieu, n'existe plus, excepté dans la partie sud où il rejoint le chemin qui relie Méricourt à Chuignolles, au bas du contrefort. Il est possible qu'il y ait eu là une entrée de l'oppidum.

#### Église Saint-Martin
L'église Saint-Martin détruite pendant la Grande Guerre, reconstruite dans les années 1920. Elle est bâtie sur un plan basilical en croix latine. Le clocher, avec un toit à quatre pans recouvert d'ardoise, est surmonté d'une croix et d'un coq.

#### Chapelle du prieuré
La chapelle du prieuré (en fait, un oratoire), en pierre blanche, très ancienne, restaurée à plusieurs reprises notamment en 1922. À l'intérieur, sont disposés des vases, des statues de la Vierge Marie, de Thérèse de Lisieux et de Colette de Corbie) et des fleurs. Au-dessus de la grille d'entrée, sont gravées les lettres A et M entrelacées, signifiant probablement Ave Maria.
- Chapelle du cimetière, en brique et pierre, édifiée pour le dernier seigneur de Méricourt-sur-Somme décédé en 1819. Son épitaphe est toujours lisible au-dessus de la porte d'entrée[16].

#### Le château
Une construction médiévale subsiste jusqu'au XVIIe siècle où Richelieu ordonne le démantèlement des forteresses inutiles. Un château est reconstruit vers 1630 mais est endommagé en 1636, pendant la guerre de Trente Ans, par les invasions espagnoles. En 1655, le château est une nouvelle fois reconstruit par Aimar Le Fournier de Wargemont, seigneur de Méricourt en 1667. Le château de Méricourt est une construction majestueuse qui a conservé une porte d'entrée médiévale appelée le donjon.  Inscrit MH (2003).
Jeanne de Soyecourt, dame de Méricourt-sur-Somme, fille de Gilles de Soyecourt, seigneur de Moy, épouse Mathieu de Hangest, seigneur de Genlis, de Magny et de Fresnoy, fils de Jean Ier de Hangest, seigneur de Genlis et de Magny, et de Marie, dame de Vignemont.

#### Calvaire des moines
Le calvaire des moines en fer forgé, scellé sur un socle de pierre, situé au centre du village.

#### Les Grands Marais
Les « Grands Marais » de Méricourt-sur-Somme sont situés au cœur d’un des huit méandres de la Somme. Labellisé Tourisme et handicap pour les déficiences motrices et auditives, le site propose un chemin de promenade d'un peu plus d'un kilomètre, des tables de pique-nique, un belvédère et deux pontons de pêche. L'absence de ruptures de niveau et de pentes permet aux personnes malvoyantes et à motricité réduite de se promener en étant accompagnées.

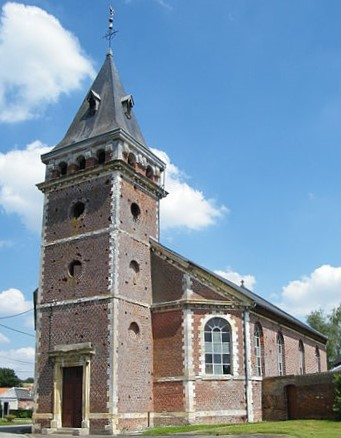
Eglise Saint-Martin.
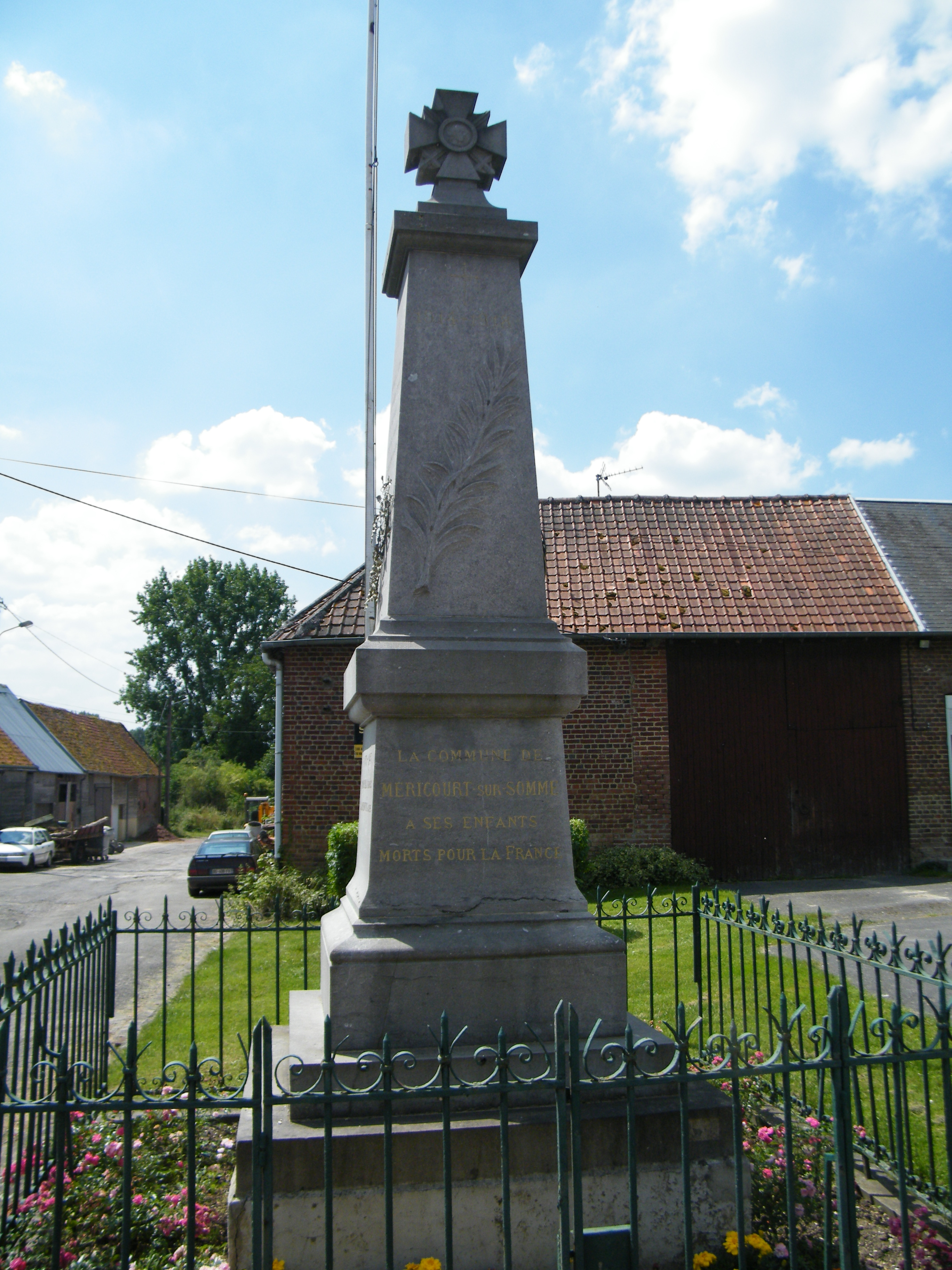
Monument aux morts.
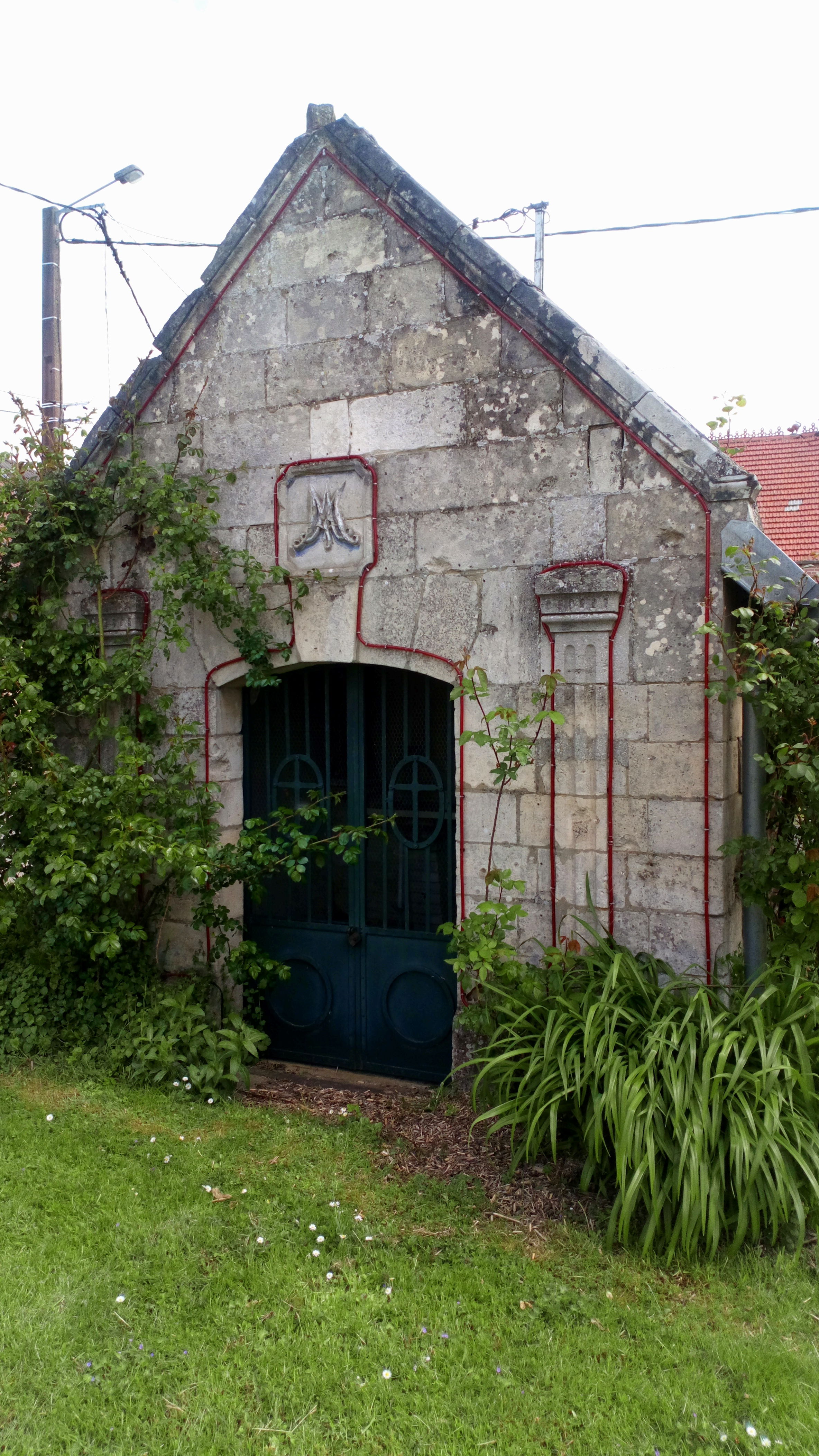
Chapelle du prieuré.
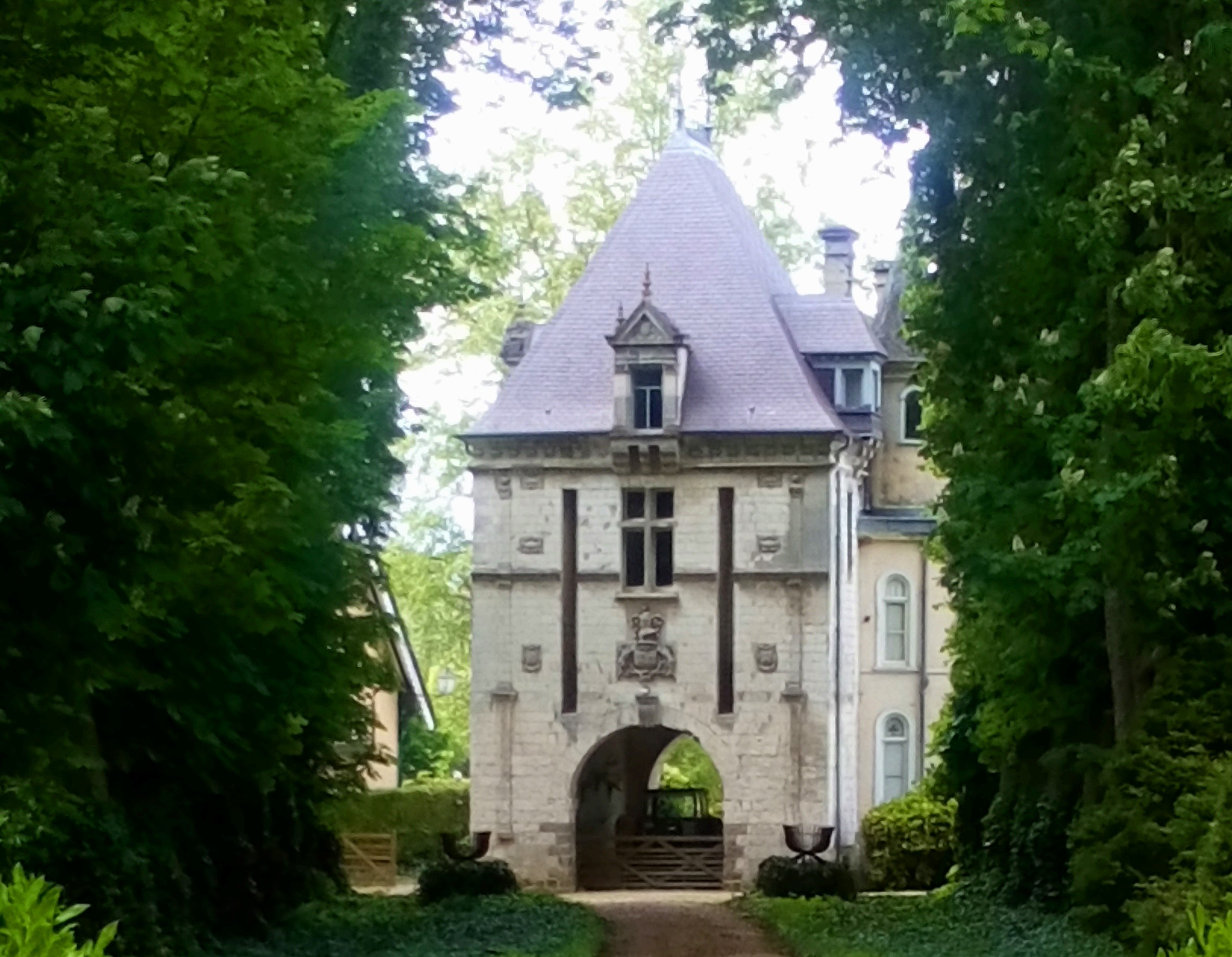
Entrée du château.

### Personnalités liées à la commune
- Marie-Marguerite Tallon (1816-1897) dénommée Sœur Angélique, médaille d'or pour 61 ans de service dans des hôpitaux militaires remise à l'Hôpital militaire de Versailles par le président Félix Faure après avoir refusé la Légion d'honneur après la guerre de Crimée[6].
- Étienne Bacrot (1983-), Grand maître international d'échecs y a grandi.

## Pour approfondir